# Hósapkás kolibri
A hósapkás kolibri vagy hósapka (Microchera albocoronata) a madarak (Aves) osztályának a sarlósfecske-alakúak (Apodiformes) rendjéhez, ezen belül a kolibrifélék (Trochilidae) családjához tartozó Microchera nem egyetlen faja.

## Előfordulása
Costa Rica, Honduras, Nicaragua keleti és Panama nyugati részén honos. A természetes élőhelye szubtrópusi és trópusi síkvidéki- és hegyi esőerdők, valamint erősen leromlott egykori erdők.

## Alfajai
- Microchera albocoronata albocoronata (Lawrence, 1855)
- Microchera albocoronata parvirostris (Lawrence, 1865)

## Megjelenése
A hímnek bordós tollazatát fehér sapkaszerű folt díszíti.